# Зачепљење крвних судова плућа
Зачепљење крвних судова плућа или плућна емболија ургентно је стање у пулмологији изазвано изазвано зачепљењем плућне артерије или њених мањих грана услед дислокације крвног угрушка (тромба) или неког другог тела са периферије, које путем крви доспева у плућни крвоток и ту запуши једну од артерија. Емболију могу изазвати крвни угрушци (тромби), масне капљице, ваздух (гасови), страна тела, бактерије, паразити и ћелије тела. Плућну емболију најчешће изазивају тромби који се стварају у дубоким венама доњих екстремитета и карлице, ређе из десне коморе и преткоморе или горње шупље вене, који путем венског крвотока доспевају у срце, а одатле у мали крвоток, где запуше једну или више артерија плућа.

## Епидемиологија
Емболија плућа је прилично честа, око 1-2% од свих лежећих пацијената. Углавном су мањег обима и пролазе најчешће без симптома или са минималним симптомима, међутим уколико се запуши велика артерија може доћи до озбиљних симптома, па и смрти. Тешке емболије се често у више наврата понављају, зато је битна рана дијагноза.

## Етиологија и патогенеза
Венска обољења спадају у групу најмасовнијих обољења савременог човека. Етиопатогенеза венских обољења базира се на склоности стварања тромбозе и прогресивној дисфункцији венског система узрокованој валвуларни некомпетентношћу и / или венском опструкцијом, што доводи до ретроградног тока крви и венског рефлукса са прогресивним оштећењем микроциркулације. Зато је најчешћи узрок плућне емболије тромбоза (стварање крвног угрушка) у дубоким венама доњих екстремитета и карлице (око 80%).
Етиопатогенеза, клиничка слика и прогноза плућне емболије не зависе само од величине емболусне масе него и од испољености пропратног вазоспазма крвних судова. Емболус је најчешће последица тромбозе дубоких вена (ТДВ) у 80-85% или површинског тромбофлебитиса (СТФ) у 6-12% случајева.
Међутим, емболусе могу бити ваздух, масне капљице, паразити, плодова вода, туморске ћелије или страна тела.
1. Високоризична стања за настанак ПЕ су сва стања која потенцирају или се карактеришу затојем крви, повећањем коагулације и повредом крвног суда (ова група симптома позната је и под термином Вирховљева тријада), су:
- Прелом или замена зглоба колена или кука,
- Прелом ногу,
- Велике, опште хируршке интервенције,
- Велике трауме, повреда кичме итд.

2. Умерени предиспонирајући фактори су:
- артроскопија зглоба колена,
- пласирање централне венске линије,
- хемотерапија,
- хронична срчана или респираторна инсуфицијенција,
- малигнитет,
- хормонална супституциона терапија,
- примена оралних контрацептива,
- паралитички шлог,
- постпартални период,
- претходне тромбоемболије и тромбофилија.

3. Слаби предиспонирајући фактори су:
- мировање или имобилизација због седења или дуготрајних путовања,
- старији узраст,
- лапароскопска хирургија,
- трудноћа и варикозне (проширене) вене.

Тромби који се одвоје од свог примарног места ношени крвљу могу да запуше неки мањи крвни суд, а најчешће су то артерије плућа. Изненадно запушење неке артерије плућа изазива нагло повећане отпора и притисак у плућној циркулацији услед чега долази и до оптерећења десне коморе срца. Уколико је оптерећење велико и срце не може да испумпа довољно крви јавља се кардиогени шок.
Услед запушења артерија плућа у њима се развија хипоксија (смањена концентрација кисеоника), на коју погођени крвни судови реагују сужењем лумена (вазоконстрикција), чиме се притисак у плућној циркулацији додатно повећава.

## Симптоми
Клиничка презентација ПЕ може бити неспецифична, па чак и асимптоматска (када је опструкција умерена или мала). Тежина симптома зависи од величине и брзине настанка емболије.
Емболуси (крвни угрушци-тромби, које преноси крв) могу да затворе у зависности од своје величине:
- плућно артеријско стабло
- да се зауставе на бифуркацији овог стабла (јашући емболус)
- леву или десну плућну артерију
- режањске гране плућне артерије
- сегментарне артерије и још ситније артерије
- изазову парадоксалну емболију

Већина плућних емболија (60-80%) пролази без симптома, јер су затворене претежно мале артерије.
Зачепљење мањих грана плућне артерије доводи до инфаркта плућа, односно изумирања мањих делова (сегмената) плућа, међутим уколико погођено подручје прима додатну, колатералну циркулацију из околних артерија не долази до инфаркта плућа, већ настаје плућна хеморагија (крварење). Запушење више мањих артерија доводе до повећања притиска у плућној циркулацији и појаве хроничног плућног срца (лат. cor pulmonale chronicum).
Емболија веће артерије доводи до:
- осећаја губитка ваздуха (диспнеје), убрзаног дисања (тахипнеје), болова у пределу грудног коша, који се некад појачавају покретима грудног коша
- убрзаног рада срца (тахикардије), кашља, страха
- цијанозе, смањеног крвног притиска (хипотензије), венског застоја у венама врата
- присутни су и знаци тромбозе на доњим екстремитетима, одакле тромби и крећу.

Емболија плућног артеријског стабла може довести до акутног застоја рада срца, ”акутно плућно” срце (лат. cor pulmonale acutum).
Према учесталости, најчешћи симптоми ПЕ су:
- диспнеја (80%),
- бол у грудима (52%),
- кашаљ (20%),
- синкопе (19%),
- хемоптизије (11%)
- знаци: тахипнеја (70%) и тахикардије (26%), знаци тромбозе дубоких вена ногу (15%), цијаноза (11%) и повишена температура (7%).

## Дијагноза
Дијагноза болести поставља се на основу:
- Клинички симптоми, знакова болести, предиспонирајућих фактора, у анамнези
- Рутински лабораторијских тестова
- Електрокардиограма (синусна тахикардија, галопски ритам, С1-К3-негативан Т3)
- Рендгенских снимак грудног коша, компјутеризоване томографије грудног коша,
- Гасне анализе,
- Сцинтиграфије плућа (налаз перфузионог дефекта) и ангиографија пулмоналне артерије, ултразвук вена ноге, ултразвук срца

Нажалост, ПЕ може се појавити а да први симптом и карактер буде летални исход. ПЕ се и даље чешће открива на аутопсијском материјалу него што се заживотно дијагностикује.
- Рендгенографија грудног коша
- Сегментна и субсегментна плућна емболија са обе стране
- Плућна емболија (бела стрелица) која је дуготрајна и изазвана је инфарктом плућа (црна стрелица) која се види као обрнути хало знак.

## Терапија
У терапији се користи кисеоник, лекови који спречавају згрушавање крви, хируршки методи итд.

### Основне смернице за лечење плућне емболије
| Врста лечења     | Слика | Принципи, начини и облици лечења |
| ---------------- | ----- | --- |
| Оксигенотерапија |       | Терапија кисеоником (оксигенотерапија) је обавезна и веома корисна. |
| Лекови           |       | Терапија лековима као што су добутамин и допамин се може користити код болесника са малим срчаним индексом и нормалним крвним притиском, а вазопресивни лекови код хипотензивних болесника. Тромболитичка терапија (ТТ) индикована је код болесника са масивним ПЕ који су у шоку или су хипотензивни. Ова терапија треба да се заснива на објективним дијагностичким тестовима. |
| Емболектомија    |       | Хируршка емболектомија индикована је као пулмонална емболектомија која има ограничену улогу у масивној, животно угрожавајућој ПЕ. |
| Антикоагуланс    |       | Антикоагулантна терапија подразумева примену интравенског нефракционираног хепарина с тим да се АПТТ креће између 1,5 и 2,5. Нискомолекуларни хепарин могу се користити код болесника са симптоматском, немасивном ПЕ. Орална антикоагулантна терапија треба да започне у прва 3 дана и да се преклопи са хепарином најмање 4-5 дана. Болесници са првом епизодом ПЕ треба да примају оралну антикоагулантну терапију 3 месеца ако имају реверзибилне факторе ризика, а најмање 6 месеци ако имају идиопатски ВТЕ, или стално ако имају понављани ВТЕ или континуиране факторе ризика. Наравно, код доказане тромбофилије, примена антикоагулантне терапије по правилу је доживотна. |
| Венски филтри    |       | Венски филтри односно интравенски кава филтри (ИВКФ) индиковани су за превенцију ВТЕ код болесника са контраиндикацијама за оралну антикоагулантну терапију или болесника који имају ПЕ и поред адекватне антикоагулантне терапије, као и после примењене хируршке емболектомије. |

### Тромболитичка терапија
Медикаментна терапија плућне емболија је јако комплексна, и умногоме зависна од њене масивности и времена протеклог од њеног настанка.
Према препорукама седме конференције Америчког удружење кардиолога и пулмолога, примена антитромботичне и тромболитичке терапије, тромболитицима, препоручује се:
- код хемодинамски нестабилних болесника,
- код болесника са малим ризиком од крварења.

Код ових болесник терапију треба дати у кратким инфузијама.
Најчешће коришћени тромболитици, стрептокиназа и урокиназа, не могу се давати паралелно са хепарином. Хепарин се наставља у континуираној инфузији након обуставе тромболитичке терапије и дозира се према телесној тежини.
Последње деценије у употреби су синтетски препарати ткивног активатора плазминогена (ТПА) као што су Alteplase®, Reteplase® и други. Предност је у томе што се са ткивним активатором плазминогена може упоредо примењивати и хепарин. Контраиндикације за примену ових лекова су исте као и за стрептокиназу и урокиназа.
Код масивне ПЕ, хемодинамски нестабилних болесника, и у случају да не постоје ризици од крварења препорука је да се примени краткотрајне инфузије тромболитика.
У свим другим случајевима терапију иницијално треба започети са нефракционираним хепарином (UFH) у континуираној инфузији, у дози према телесној маси. Ако постоје контраиндикација за његову примену, код тромбоцитопеније и резистенције на UFH, препоручује се примена нискомолекуларни хепарин (LMWH) субкутано, који се може примењивати и у кућним условима, јер се не мора контролисати терапијски ефекат, и чињенице да мање изазива крварења и тромбоцитопенију.
Перорални антикоагулантном лекови (ОАЦЛ) су антагонисти витамина К који коче синтезу свих витамин К зависних фактора коагулације (II, VII, IX i X).
Контрола тромболитичке терапије
Ефекат тромболитике терапије се контролише одређивањем тромбинског времена (ТТ), 4 сата након апликације, које треба да буде 2-4 пута дуже од нормалних вредности.
Код нефракционираног хепарина контролишу се активисано парцијално тромбопластинско време (аПТТ) или хепаринемија и тромбоцити.
Терапија витамином К се прати одређивањем протромбинског времена (ПТ) израженог ИНР-ом (international normalized ratio). Хепарин се ординира упоредо са ОАЦЛ све до постизања ИНР-а 2,0, а терапијске вредности ИНР-а су 2,0-3,0.

## Прогноза
Морталитет код нелечених болесника са плућном емболијом је 20% до 30%. Ако се дијагноза постави на време и спроведе одговарајуће лечење, морталитет је мањи од 10%. Maksimović Ž: Bolesti vena. Medicinski fakultet, CIBID, Beograd, 1998.
У складу са озбиљношћу прогнозе, оптимална стратегија за превенцију ПЕ јесте рано препознавање болесника са ризиком од дубоке венске тромбозе и спровођење одговарајућег профилактичког лечења.